# Tomorrow Never Knows (album)
Tomorrow Never Knows is een compilatiealbum van de Britse band The Beatles. Het album werd samengesteld uit de meest invloedrijke nummers van de band en is bedoeld om de invloed van de band op de rockmuziek uit te lichten. Het album is vernoemd naar het nummer "Tomorrow Never Knows", dat op het album Revolver stond.
Tomorrow Never Knows werd enkel uitgebracht via de iTunes Store in samenwerking met EMI Music en Apple Corps, het bedrijf van The Beatles. Het album kreeg de zegen van de nog levende bandleden Paul McCartney en Ringo Starr en van de families van de overleden bandleden John Lennon en George Harrison. Tegelijk met het album werd een promotionele videoclip voor "Hey Bulldog" uitgebracht.
Het album bereikte wereldwijd een aantal hitlijsten. In de Britse UK Albums Chart kwam het tot plaats 44 en in de Amerikaanse Billboard 200 tot plaats 24. Het album bereikte wereldwijd in Canada de hoogste notering met een vijftiende plaats.

## Tracks
Alle muziek en teksten zijn geschreven door Lennon-McCartney, behalve tracks 5 en 10, geschreven door George Harrison. 
| Nr. | Titel                                           | Duur |
| --- | ----------------------------------------------- | ---- |
| 1.  | Revolution                                      | 3:25 |
| 2.  | Paperback Writer                                | 2:19 |
| 3.  | And Your Bird Can Sing                          | 1:59 |
| 4.  | Helter Skelter                                  | 4:31 |
| 5.  | Savoy Truffle                                   | 2:54 |
| 6.  | I'm Down                                        | 2:32 |
| 7.  | I've Got a Feeling (mix van Let It Be... Naked) | 3:38 |
| 8.  | Back in the U.S.S.R.                            | 2:44 |
| 9.  | You Can't Do That                               | 2:35 |
| 10. | It's All Too Much                               | 6:26 |
| 11. | She Said She Said                               | 2:36 |
| 12. | Hey Bulldog                                     | 3:11 |
| 13. | Tomorrow Never Knows                            | 2:59 |
| 14. | The End (mix van Anthology 3)                   | 2:52 |